# (400057) 2006 SM71
(400057) 2006 SM71 es un asteroide perteneciente al cinturón de asteroides, descubierto el 21 de julio de 2006 por el equipo del Mount Lemmon Survey desde el Observatorio del Monte Lemmon, Arizona, Estados Unidos.

## Designación y nombre
Designado provisionalmente como 2006 SM71.

## Características orbitales
2006 SM71 está situado a una distancia media del Sol de 2,714 ua, pudiendo alejarse hasta 3,062 ua y acercarse hasta 2,366 ua. Su excentricidad es 0,128 y la inclinación orbital 4,287 grados. Emplea 1633,70 días en completar una órbita alrededor del Sol.

## Características físicas
La magnitud absoluta de 2006 SM71 es 17,2.